# Castejón de Alarba
Castejón de Alarba ist ein nordspanischer Ort und eine Gemeinde (municipio) mit 79 Einwohnern (Stand: 2024) im Westen der Provinz Saragossa und der Autonomen Region Aragonien. Der Ort gehört zur bevölkerungsarmen Serranía Celtibérica. 

## Lage und Klima
Castejón de Alarba liegt etwa 90 Kilometer (Luftlinie) südwestlich von Saragossa in einer Höhe von 915 m. 
Das Klima ist gemäßigt bis warm; der eher spärliche Regen (ca. 442 mm/Jahr) fällt mit Ausnahme der eher trockenen Sommermonate übers Jahr verteilt.

## Bevölkerungsentwicklung
| Jahr      | 1970 | 1981 | 1991 | 2001 | 2011 | 2021 |
| Einwohner | 231  | 174  | 141  | 112  | 97   | 78   |

Die Mechanisierung der Landwirtschaft, die Aufgabe bäuerlicher Kleinbetriebe und der damit verbundene Verlust von Arbeitsplätzen führten seit der Mitte des 20. Jahrhunderts zu einem deutlichen Rückgang der Bevölkerung (Landflucht).

## Sehenswürdigkeiten
- Bartholomäuskirche (Iglesia de San Bartolomé)

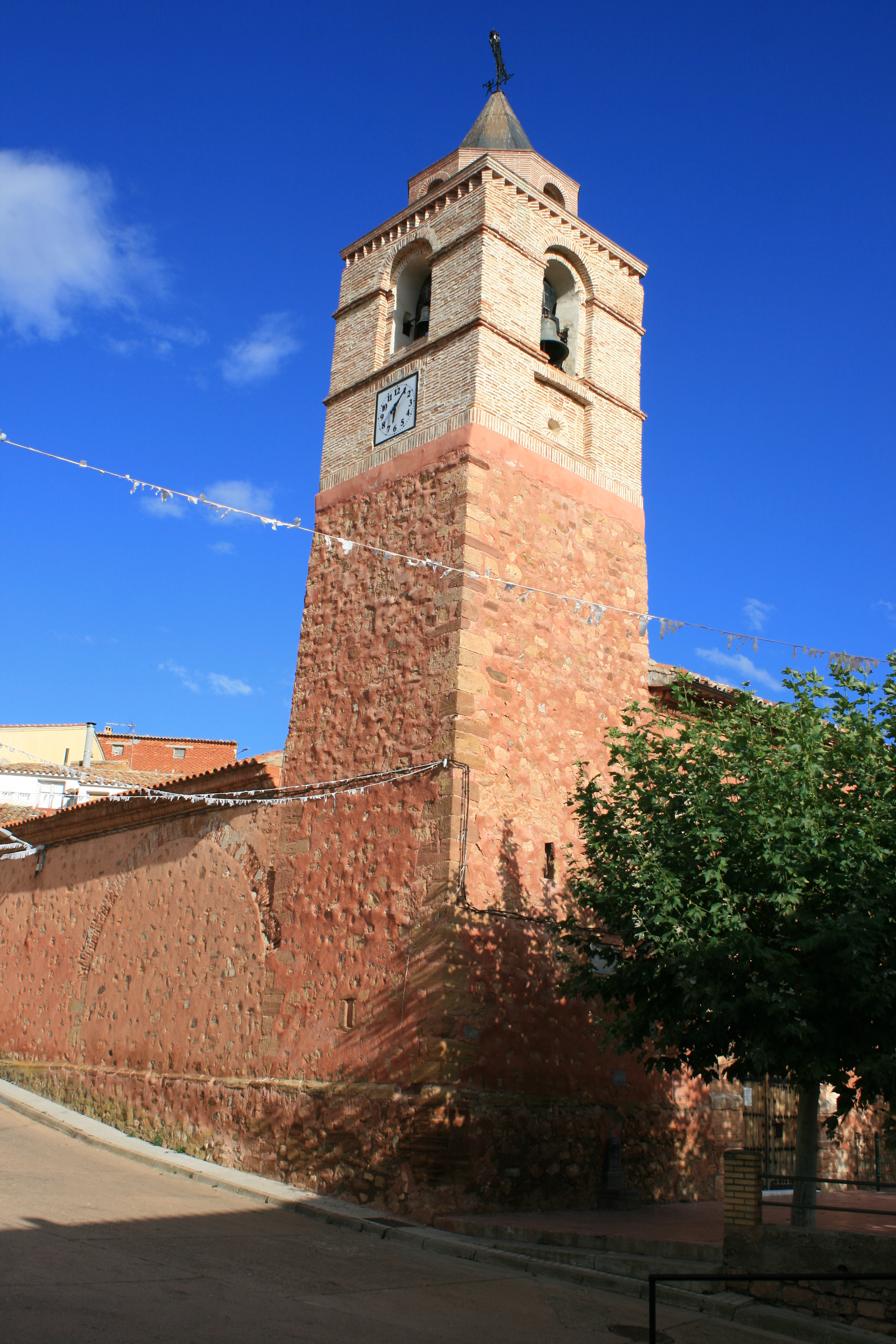
Bartholomäuskirche